# Sự kiện tuyệt chủng
Sự kiện tuyệt chủng (hay còn được biết đến là tuyệt chủng hàng loạt, sự kiện cấp tuyệt chủng (extinction-level event, ELE), hay khủng hoảng sinh học) là sự suy giảm rõ rệt mức độ phong phú và đa dạng các loài sinh vật lớn (không phải vi sinh vật). Hiện tượng này diễn ra khi tốc độ tuyệt chủng tăng nhanh so với tốc độ hình thành loài. Do phần lớn sinh vật trên Trái Đất là vi sinh vật vốn không để lại nhiều dấu tích trong lịch sử sinh học để nghiên cứu nên tuyệt chủng hàng loạt có thể không thực sự ảnh hưởng lớn đến toàn bộ đa dạng sinh học trên Trái Đất mà chỉ tác động vào nhóm các sinh vật có kích thước quan sát được.
Trong số những loài sinh vật đã từng sống trên Trái Đất, ước tính có 97% đã hoàn toàn tuyệt chủng. Tuy vậy, tốc độ tuyệt chủng diễn ra không đồng nhất trong mọi thời kì. Dựa vào dữ kiện hóa thạch, người ta nhận thấy tốc độ tuyệt chủng trên Trái Đất là từ 2 đến 5 họ động vật cả có xương sống và không xương sống tuyệt chủng sau 1 triệu năm.
Các hóa thạch từ sinh vật biển thường được sử dụng để tính toán tốc độ tuyệt chủng bởi số lượng hóa thạch phong phú và đa dạng xuất hiện trong nhiều lớp thạch quyển so với sinh vật trên cạn.
Từ khi sự sống xuất hiện trên Trái Đất, đã diễn ra nhiều vụ tuyệt chủng hàng loạt với tốc độ tuyệt chủng vượt xa tốc độ trung bình. Vụ tuyệt chủng lớn gần đây nhất, sự kiện tuyệt chủng kỷ Creta-Paleogen, diễn ra 65 triệu năm trước, luôn được quan tâm tới nhiều nhất bởi tính chất đặc biệt của nó. Vụ tuyệt chủng đó đã tiêu diệt hầu hết các loài khủng long vốn là kẻ thống trị trên Trái Đất trong một thời gian rất dài và mở ra cơ hội bước lên vũ đài lịch sử cho các loài động vật có vú, trong đó có con người. Trong khoảng thời gian 540 triệu năm trở lại đây, đã có 5 vụ tuyệt chủng rất lớn (có từ 50% số loài động vật bị tuyệt diệt). Có thể đã có những vụ tuyệt chủng lớn trong Liên đại Thái cổ và Liên đại Nguyên sinh, nhưng do động vật thời kì này chưa có các bộ phận cứng nên không để lại nhiều hóa thạch.
Người ta ước tính có từ 5 tới 20 vụ tuyệt chủng hàng loạt lớn trong khoảng 540 triệu năm gần đây. Rất khó có thể đưa ra được con số chính xác do việc xác định ngưỡng thế nào là tuyệt chủng lớn không thống nhất, cũng như những cứ liệu để xác định mức độ đa dạng sinh học trong các thời kì không giống nhau.

## Những vụ đại tuyệt chủng
Hai nhà cổ sinh vật học Jack Sepkoski và David M. Raup trong một bài báo năm 1982 đã xác định 5 vụ đại tuyệt chủng nổi bật và được đông đảo giới khoa học tán thành. Năm sự kiện tuyệt chủng ấy gồm: Cuối kỷ Ordovic, kỷ Devon muộn, Cuối kỷ Permi, Cuối kỷ Trias, Cuối kỷ Creta.
Cụ thể, 5 sự kiện đại tuyệt chủng gồm có: 

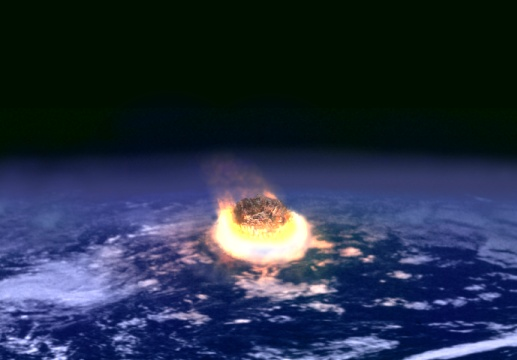
Thiên thạch va chạm cuối kỷ Creta đã tiêu diệt loài khủng long

1. Cuối kỷ Creta (tuyệt chủng K-T) xảy ra 65,5 triệu năm trước đánh dấu sự chuyển tiếp từ kỷ Creta sang kỷ Paleogen. Khoảng 17% số họ, 50% số chi và 75% số loài đã tuyệt chủng sau biến cố này.[4]. Sự kiện này đánh dấu chấm dứt thời kì thống trị của khủng long, mở ra con đường cho sự phát triển của động vật có vú và chim trở thành những sinh vật thống trị mặt đất. Nó cũng tiêu diệt một lượng lớn các loài sinh vật cố định ở biển (như san hô, chân ngỗng...) khiến số lượng các loài này giảm xuống còn 33%. Tuyệt chủng K-T là một vụ tuyệt chủng không đồng đều. Có những sinh vật bị tuyệt chủng hoàn toàn, một số khác chịu những ảnh hưởng nặng nề và một số lại hầu như không bị ảnh hưởng đáng kể.
2. Sự kiện tuyệt chủng Trias - Jura, xảy ra 205 triệu năm về trước đánh dấu bước chuyển từ kỷ Trias sang kỷ Jura. Khoảng 23% số lượng họ và 48% số chi (bao gồm 20% số họ và 55% số chi sinh vật biển) tuyệt chủng.[4] Trên mặt đất, phần lớn các sinh vật thuộc nhóm bò sát thuộc phụ lớp thằn lằn cổ (Archosauria) ngoại trừ khủng long đều tuyệt chủng. Bên cạnh đó là sự biến mất của hầu hết sinh vật thuộc nhóm bò sát thuộc bộ thằn lằn cung thú (Therapsida) và phần lớn động vật lưỡng cư. Chính những nhân tố này đã tạo ra cơ hội có một không hai cho khủng long giành vị trí thống trị trên đất liền suốt kỷ Jura và kỷ Creta sau đó. Nhóm bò sát thuộc phụ lớp thằn lằn cổ sống dưới nước, tổ tiên của loài cá sấu ngày nay, tiếp tục thống trị các vùng nước ngọt và bò sát thuộc nhóm sọ hai cung (Diapsida) không bao gồm các loài Archosaur (tức là các loài thuộc nhóm thằn lằn cổ rắn (Sauropterygia), thằn lằn cá (Ichthyopterygia) v.v) thống trị biển cả. Một nhánh của lưỡng cư là Temnospondyl gồm một số loài lưỡng cư cỡ lớn cũng vẫn tồn tại tiếp cho đến kỷ Creta ở Australia.
3. Sự kiện tuyệt chủng Permi - Trias, xảy ra 251 triệu năm về trước giữa 2 kỷ Permi và kỷ Triat. Đây là vụ tuyệt chủng khủng khiếp nhất trong lịch sử sinh học, giết chết 57% số họ và 83% số chi (trong đó có 53% số họ và 84% số chi sinh vật biển). Sự kiện này đã tiêu diệt hoàn toàn khỏi Trái Đất 96% số loài sinh vật biển và 70% số loài sống trên cạn, bao gồm cả động vật có xương sống, côn trùng và thực vật.[4] Nó đã có tác động mạnh mẽ đến quá trình tiến hóa trên Trái Đất: trên Mặt đất, động vật thuộc nhóm bò sát dạng thú (Synapsida) đánh mất ưu thế. Cần đến 30 triệu năm để các nhóm sinh vật có xương sống phục hồi số lượng và sự đa dạng[5]. Chỗ trống của nhóm Synapsida sau đó được thay thế bởi nhóm thằn lằn cổ Archosauria. Ở biển, nhóm động vật sống cố định đã giảm từ 67% xuống còn 50% trong tổng số động vật biển. Thực sự thì đối với nhóm sinh vật biển, thời kì cuối kỷ Permi là một thời kì thực sự khó khăn.
4. Sự kiện tuyệt chủng Devon muộn, xảy ra cách đây 360 đến 375 triệu năm, ngay trước thời điểm chuyển giao giữa kỷ Devon và kỷ Cacbon. Cuối tầng Frasne, một chuỗi dài các vụ tuyệt chủng liên tiếp đã tiêu diệt 19% số họ, 50% số chi và 70% số loài.[4] Có những chứng cứ cho thấy đây là một chuỗi các vụ tuyệt chủng liên tiếp kéo dài có thể lên đến 20 triệu năm.
5. Sự kiện tuyệt chủng Ordovic–Silur, xảy ra 440 đến 450 triệu năm về trước đánh dấu ranh giới giữa 2 kỷ Ordovic và kỷ Silur. Đã có 2 vụ tuyệt chủng liên tiếp trong giai đoạn này, tiêu diệt 17% số họ, 57% số chi.[4] Đây được đánh giá là vụ tuyệt chủng lớn thứ hai trong lịch sử Trái Đất nếu đánh giá theo tỉ lệ số chi bị tiêu diệt.

Những cứ liệu hóa thạch càng nhiều tuổi, càng khó để nghiên cứu và phân tích chúng vì các nguyên nhân sau:
- Những hóa thạch càng cổ thì càng nằm sâu dưới các lớp đá.
- Việc tính niên đại các hóa thạch càng cổ thì càng khó chính xác.
- Các tầng đá nhiều hóa thạch được nghiên cứu kĩ lưỡng hơn, khiến cho có những khoảng trống trong lịch sử Trái Đất không được nghiên cứu.
- Môi trường hỗn loạn thời tiền sử khiến cho quá trình tích tụ và trầm lắng bị xáo trộn.
- Mức độ bảo tồn của hóa thạch thay đổi tùy nơi, nhưng có vẻ hóa thạch các sinh vật biển được bảo tồn tốt hơn các sinh vật trên cạn.[6]

Có giả thuyết cho rằng sự thay đổi rõ rệt của đa dạng sinh vật biển mà ta quan sát được từ các cứ liệu hóa thạch là không đáng tin cậy do độ phong phú sinh vật được chúng ta đưa ra ở từng thời kì lại phụ thuộc hoàn toàn vào số lượng các mẫu đá thu được ở thời kì đó. Mặc dù vậy, các phân tích xác suất chỉ ra rằng sự thay đổi trong các hóa thạch sinh vật biển chỉ chiếm 50% chứng cứ về sự tuyệt chủng. Các cứ liệu khác như sự gia tăng đột biến các loài nấm (phát triển mạnh trên xác của động thực vật) cũng là một bằng chứng cho thấy những vụ tuyệt chủng hàng loạt đã thực sự xảy ra. Một số lượng lớn các tầng đá lộ ra ở Tây Âu đã cho thấy nhiều sự kiện thời tiền sử được giải thích dưới con mắt sinh học luôn xảy ra đúng như kết quả của việc lấy mẫu